# 于志寧
于志寧（588年—665年12月2日），字仲謐，雍州高陵县人。中国唐朝政治家、宰相，秦王府十八学士之一。

## 生平
北周八柱国之一于謹的曾孙，隋朝内史舍人宣道之子，过继叔父于宣敏。大業末年，于志寧任冠氏县長，因为山東民变群起，于志寧辞官回乡。617年，唐公李淵起兵入关中，于志寧与長孫無忌在長春宮迎候，李淵任于志寧为銀青光禄大夫、秦王李世民属下渭北道行軍元帥府記室。跟随秦王转战，转任天策府从事中郎、文学館学士。
629年，任中書侍郎。后加散騎常侍、行太子左庶子，封黎陽县公。唐朝立七廟的讨論中，群臣請以西涼武昭王李暠为始祖，于志寧表示了異議。太宗想要功臣的子孫世襲刺史之職，于志寧表示反对。太宗都听从于志寧的意見。
640年，兼太子詹事，教導皇太子李承，多次进諫，但李承乾不听，差点被太子派人刺杀。643年，李承乾被废，東宮属官都被问罪，只有于志寧受到表彰。晋王李治被立为皇太子，于志寧再任太子左庶子。太宗去世，唐高宗李治继位，于志寧任侍中。
650年，加光禄大夫之位，進封燕国公。651年，監修国史，与李勣一起主编了《本草并图》五十四篇。李弘泰誣告太尉長孫無忌謀反，高宗命令即時处斬李弘泰，于志寧说“春季不宜執行刑罰，待秋分之后再行刑”，高宗听从了。衡山公主下嫁長孫詮，于志宁上书反对，衡山公主没有为太宗守满三年孝，因此认为当年办喜事不合适，高宗同意了。于志寧任尚書左僕射、同中書門下三品，652年，兼太子少師。656年，转太子太傅。659年，任太子太師、同中書門下三品。
唐高宗废王皇后、立武昭仪为皇后，長孫無忌、褚遂良強烈反对，于志寧保持中立。長孫無忌被殺後，于志寧以党附的罪名連坐，被免職，左遷荣州刺史。664年，转華州刺史，年老致仕。665年，于志寧去世，贈幽州都督，谥号为定。追贈左光禄大夫、太子太師。参与制定编纂律令格式、五经义疏、修撰礼典，有文集二十卷。

## 家庭

### 夫人
- 弘农刘氏，北周使持节、左光禄大夫、都口、骠骑大将军刘延曾孙女，隋朝使持节、口州刺史、梁灵二州总管，洛阳口公刘伟孙女，隋朝左千牛、建节尉刘州武长女

### 子孙
- 于立政，字匡時，尚书吏部郎中、国子司业、太子率更令、太僕少卿、渠州、虢州刺史
  - 于遊藝，江都令，襲燕国公
    - 于遵孝，朝议郎、蜀州清城县尉，袭燕国公
    - 于伯獻，涼州都督

  - 于知微，字辯機，银青光禄大夫、扬州长史、常绛二州刺史、行太子左庶子，赠兗州都督、東海郡公。《全唐文》卷206有《兗州都督于知微碑》
    - 于克勤，密州別駕、東海郡公
    - 于克構，左監門率府長史、武陽縣男
    - 于克懋，華州司戶參軍

  - 于光遠，职方郎中、通、陵二州刺史
  - 于大猷（643年—699年），字徽本，明堂令。《全唐文》卷237有《明堂令于大猷碑》
- 于慎言，符玺郎
  - 于安貞，吴县令、兰陵公
    - 于仙鼎，沁州刺史
    - 于默成，沛令
      - 于嘉祥
      - 于休徵
      - 于休烈，工部尚書、東海元公
        - 于益，諫議大夫
        - 于肅，給事中
          - 于敖，字蹈中，戶部侍郎

    - 于贤（664—686年），字叔献，于安贞第五子。

## 传记资料
- 《旧唐書》卷七十八·列传第二十八·于志寧传
- 《新唐書》卷一百四·列传第二十九·于志寧传

| 前任： 李勣 | 唐朝尚书左仆射 651年—659年 | 繼任： 刘仁轨 |